# 航海人員訓練、發證及航行當值標準國際公約
《航海人員訓練、發證及航行當值標準國際公約》（英文：International Convention on Standards of Training, Certification and Watchkeeping for Seafarers，縮寫：STCW），經過多次修正案後稱為《1978年航海人員訓練、發證及航行當值標準國際公約及其修正案》（英文：International Convention on Standards of Training, Certification and Watchkeeping for Seafarers, 1978, as amended）係聯合國國際海事組織針對300至500總噸位以上於近岸與遠洋國際航行的商船船員相關訓練、發證、資格及設置相關標準來規範。對於為各締約國政府，該國政府有義務達到或者超過本公約所設置航海人員訓練、發證及航行當值的最低標準。
比較特殊的是，本公約第X條規定適用於非締約國船舶所進出的是締約國港口。該條要求各締約國在必要的限度內管制措施允許所有船籍之船舶，以確保非締約國船籍比締約國船旗有較優惠的待遇。(意即避免締約國另外給予非締約國較其他締約國更低的標準，主要為了維持所有國際之航海人員最低標準，故採相互承認之方式)；也因此因非締約國船籍（如中華民國政府簽署之文件）可能產生的難處亦因該條約而廣泛的被採納，統計至2000年12月止，共有135個《航海人員訓練、發證及航行當值標準國際公約》締約國，並顯示已有全球航運船舶總噸位的97.53%適用該公約。

## 歷史
《航海人員訓練、發證及航行當值標準國際公約》是首先對於航海人員其培訓、發證和當值海員之基本國際水準之要求。由於過去商船的高級、普通船員培訓、發證及當值都是由各國政府自行認證，通常並無參照其他國家的做法。結果，即使是大多數的國際航運業，其標準和程序都差距甚大。
1978年，國際海事組織於英國倫敦通過本公約決議，並於1984年開始生效；又於1995年大會修正案中大幅修正相關條約，通稱《1978年航海人員訓練、發證及航行當值標準國際公約及1995年修正案》。
2010年6月，《航海人員訓練、發證及航行當值標準國際公約》修正案於菲律賓馬尼拉召開，針對《1978年航海人員訓練、發證及航行當值標準國際公約及1995年修正案》原條目，增修並修訂其海事類職業適任能力、基本電機能力、機艙暨船橋資源管理、船舶保全能力及海員休息時數等各方面。並訂於2012年1月1日進入緩衝期（開始實施）、2017年1月1日起開始硬性規定（正式生效）。

## 目錄
A部分《航海人員訓練、發證及航行當值標準國際公約》附錄所規定之強制性標準
- 第I章 關於總則之標準
- 第II章	船長及艙面部門之標準
- 第III章 輪機部門之標準
- 第IV章	無線電人員之標準
- 第V章	特定型式船舶人員特殊培訓要求標準
- 第VI章	應急、職業安全、醫療照護及求生職能之標準
- 第VII章 另一發證方式之標準
- 第VIII章 當值標準

B部分 有關《航海人員訓練、發證及航行當值標準國際公約》及其附錄之建議指南
- 有關公約條款之指南
- 有關《航海人員訓練、發證及航行當值標準國際公約》附錄之指南
- 第I章	有關總則之指南
- 第II章	有關船長及艙面部門之指南
- 第III章 有關輪機部門之指南
- 第IV章	有關無線電通信及無線電人員之指南
- 第V章 有關特定型式船舶人員特殊培訓之要求指南
- 第VI章	有關應急、職業安全、醫療照護及求生職能之指南
- 第VII章 有關另一發證方式之指南
- 第VIII章 有關當值之指南